# Liste des films numéro un par année au Canada et aux États-Unis
Liste des films numéro un par année au Canada et aux États-Unis :
| Année | Titre                                                     | Recettes,     | Réalisateur                                                  |
| ----- | --------------------------------------------------------- | ------------- | ------------------------------------------------------------ |
| 1960  | Le Milliardaire                                           | 44 800 000 $  | George Cukor                                                 |
| 1961  | West Side Story                                           | 43 656 822 $  | Robert Wise, Jerome Robbins                                  |
| 1962  | Le Jour le plus long                                      | 39 100 000 $  | Ken Annakin, Andrew Marton, Darryl F. Zanuck, Bernhard Wicki |
| 1963  | Cléopâtre                                                 | 57 777 778 $  | Joseph L. Mankiewicz                                         |
| 1964  | My Fair Lady                                              | 72 000 000 $  | George Cukor                                                 |
| 1965  | La Mélodie du bonheur                                     | 158 671 368 $ | Robert Wise                                                  |
| 1966  | Mary Poppins                                              | 57 272 727 $  | Robert Stevenson                                             |
| 1967  | Le Lauréat                                                | 104 642 560 $ | Mike Nichols                                                 |
| 1968  | 2001, l'Odyssée de l'espace                               | 56 715 371 $  | Stanley Kubrick                                              |
| 1969  | Butch Cassidy et le Kid                                   | 102 308 889 $ | George Roy Hill                                              |
| 1970  | Love Story                                                | 106 397 186 $ | Arthur Hiller                                                |
| 1971  | Billy Jack                                                | 98 000 000 $  | Tom Laughlin                                                 |
| 1972  | Le Parrain                                                | 133 698 921 $ | Francis Ford Coppola                                         |
| 1973  | L'Exorciste                                               | 193 000 000 $ | William Friedkin                                             |
| 1974  | Le shérif est en prison                                   | 119 500 000 $ | Mel Brooks                                                   |
| 1975  | Les Dents de la mer                                       | 260 000 000 $ | Steven Spielberg                                             |
| 1976  | Rocky                                                     | 117 235 147 $ | John G. Avildsen                                             |
| 1977  | Star Wars, épisode IV : Un nouvel espoir                  | 307 263 857 $ | George Lucas                                                 |
| 1978  | Grease                                                    | 159 978 870 $ | Randal Kleiser                                               |
| 1979  | Kramer contre Kramer                                      | 106 260 000 $ | Robert Benton                                                |
| 1980  | Star Wars : L'Empire contre-attaque                       | 209 398 025 $ | Irvin Kershner                                               |
| 1981  | Les Aventuriers de l'arche perdue                         | 209 562 121 $ | Steven Spielberg                                             |
| 1982  | E.T. l'extra-terrestre                                    | 359 197 037 $ | Steven Spielberg                                             |
| 1983  | Star Wars : Le Retour du Jedi                             | 252 583 617 $ | Richard Marquand                                             |
| 1984  | Le Flic de Beverly Hills                                  | 234 760 478 $ | Martin Brest                                                 |
| 1985  | Retour vers le futur                                      | 210 609 762 $ | Robert Zemeckis                                              |
| 1986  | Top Gun                                                   | 176 786 701 $ | Tony Scott                                                   |
| 1987  | Trois Hommes et un bébé                                   | 167 780 960 $ | Leonard Nimoy                                                |
| 1988  | Rain Man                                                  | 172 825 435 $ | Barry Levinson                                               |
| 1989  | Batman                                                    | 251 188 924 $ | Tim Burton                                                   |
| 1990  | Maman, j'ai raté l'avion                                  | 285 761 243 $ | Chris Columbus                                               |
| 1991  | Terminator 2 : Le Jugement Dernier                        | 204 843 345 $ | James Cameron                                                |
| 1992  | Aladdin                                                   | 217 350 219 $ | John Musker                                                  |
| 1993  | Jurassic Park                                             | 357 067 947 $ | Steven Spielberg                                             |
| 1994  | Forrest Gump                                              | 329 694 499 $ | Robert Zemeckis                                              |
| 1995  | Toy Story                                                 | 191 796 233 $ | John Lasseter                                                |
| 1996  | Independence Day                                          | 306 169 268 $ | Roland Emmerich                                              |
| 1997  | Titanic                                                   | 658 672 302 $ | James Cameron                                                |
| 1998  | Il faut sauver le soldat Ryan                             | 216 540 909 $ | Steven Spielberg                                             |
| 1999  | Star Wars : La Menace Fantôme                             | 431 088 301 $ | George Lucas                                                 |
| 2000  | Le Grinch                                                 | 260 044 825 $ | Ron Howard                                                   |
| 2001  | Harry Potter à l'école des sorciers                       | 317 575 550 $ | Chris Columbus                                               |
| 2002  | Spider-Man                                                | 403 706 375 $ | Sam Raimi                                                    |
| 2003  | Le Seigneur des Anneaux : Le Retour du Roi                | 377 027 325 $ | Peter Jackson                                                |
| 2004  | Shrek 2                                                   | 441 226 247 $ | Andrew Adamson                                               |
| 2005  | Star Wars : La Revanche des Sith                          | 380 270 577 $ | George Lucas                                                 |
| 2006  | Pirates des Caraïbes : Le Secret du Coffre Maudit         | 423 315 812 $ | Gore Verbinski                                               |
| 2007  | Spider-Man 3                                              | 336 530 303 $ | Sam Raimi                                                    |
| 2008  | The Dark Knight : Le Chevalier noir                       | 533 345 358 $ | Christopher Nolan                                            |
| 2009  | Avatar                                                    | 760 507 625 $ | James Cameron                                                |
| 2010  | Toy Story 3                                               | 415 004 880 $ | Lee Unkrich                                                  |
| 2011  | Harry Potter et les Reliques de la Mort : Deuxième Partie | 381 011 219 $ | David Yates                                                  |
| 2012  | Avengers                                                  | 623 357 910 $ | Joss Whedon                                                  |
| 2013  | Hunger Games : L'Embrasement                              | 413 993 000 $ | Francis Lawrence                                             |
| 2014  | American Sniper                                           | 350 113 554 $ | Clint Eastwood                                               |
| 2015  | Star Wars, épisode VII : Le Réveil de la Force            | 936 662 225 $ | J. J. Abrams                                                 |
| 2016  | Rogue One: A Star Wars Story                              | 532 177 324 $ | Gareth Edwards                                               |
| 2017  | Star Wars, épisode VIII : Les Derniers Jedi               | 620 181 382 $ | Rian Johnson                                                 |
| 2018  | Black Panther                                             | 700 059 566 $ | Ryan Coogler                                                 |
| 2019  | Avengers: Endgame                                         | 858 373 000 $ | Anthony et Joe Russo                                         |
| 2020  | Bad Boys for Life                                         | 206 305 244 $ | Adil El Arbi et Bilall Fallah                                |
| 2021  | Spider-Man: No Way Home                                   | 804 095 052 $ | Jon Watts                                                    |
| 2022  | Top Gun: Maverick                                         | 718 732 821 $ | Joseph Kosinski                                              |
| 2023  | Barbie                                                    | 635 374 393 $ | Greta Gerwig                                                 |